# 경제드라마 굿모닝 홍길동
경제드라마 굿모닝 홍길동은 KBS 해피FM의 경제드라마이다. 2008년 4월 19일 자로 1년 만에 폐지되었다.

## 기획의도
- 새내기 직장인인 여주인공 차미래와 공간의 제약 없이 나타나는 그녀의 남자친구 홍길동을 둘러싸고 경제현장에서 펼쳐지는 일상을 통해 우리 경제의 허와 실을 짚어 보며, 기업 활성화 등 경제 활성화 방안을 함께 모색하고 청취자들이 희망찬 웃음으로 하루를 열게 한다.

## 주인공
- 홍길동 (홍시호) 차미래 (서혜정)